# Northeast Bolivian Airways
North East Bolivian Airways (NEBA) fue una aerolínea con base en la ciudad de Cochabamba, Bolivia. Inició sus servicios en 1970 y cesó sus operaciones en 2008.

## Historia

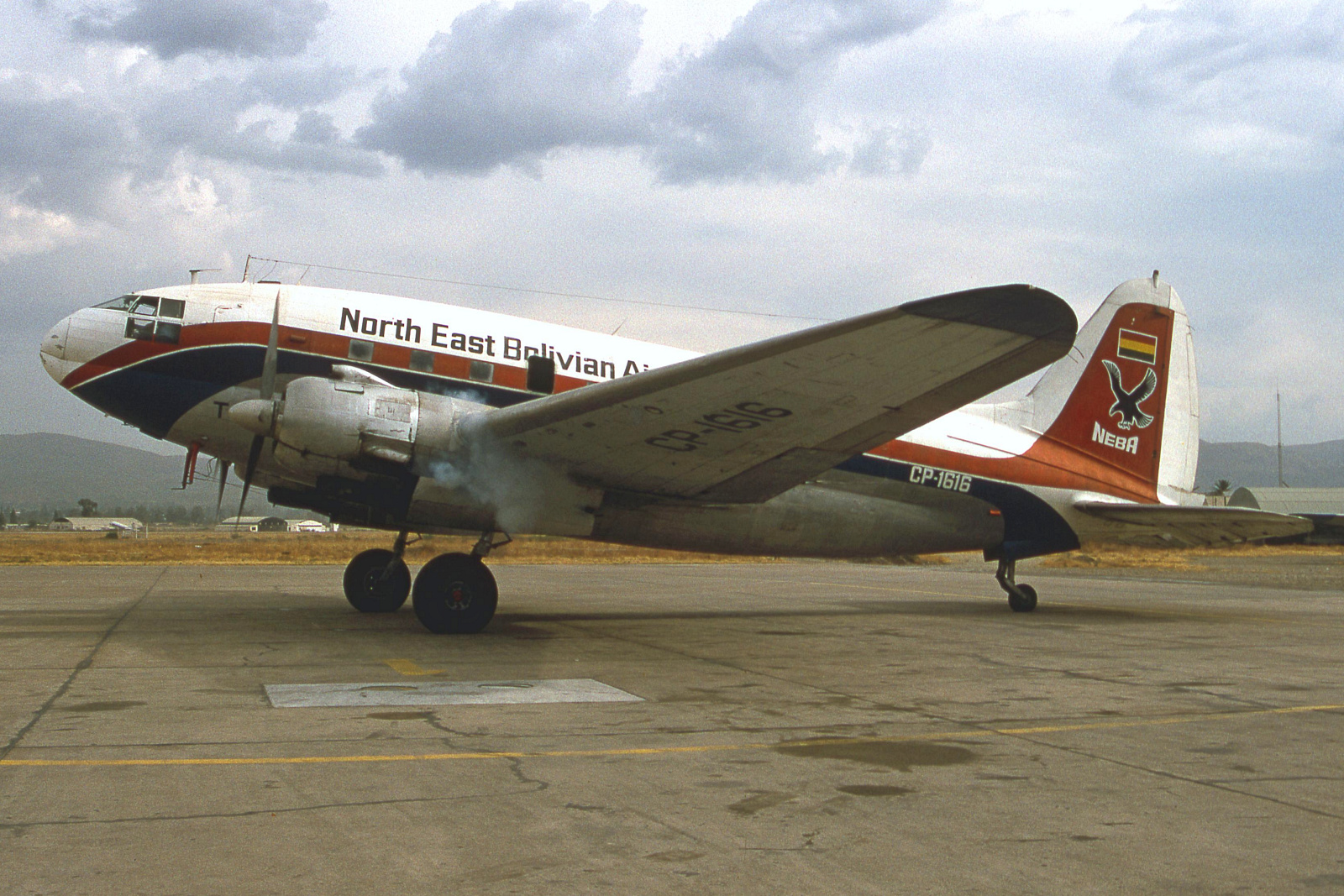
Un Curtiss C-46 (CP-1616) de Northeast Bolivian Airways en 1994

Northeast Bolivian Airways, nace en la ciudad de Cochabamba un 14 de septiembre de 1970. Contando con dos aviones Convair CV-440, que operaron en rutas locales con pasajeros y carga. En 1979 se sumaron a la flota dos aviones Curtiss C-46 Commando que dieron servicio al norte y sur del país. En 1982 se ampliaron los vuelos con otro Convair CV-440. Ese mismo año se amplió la operación con un Douglas DC-4.  

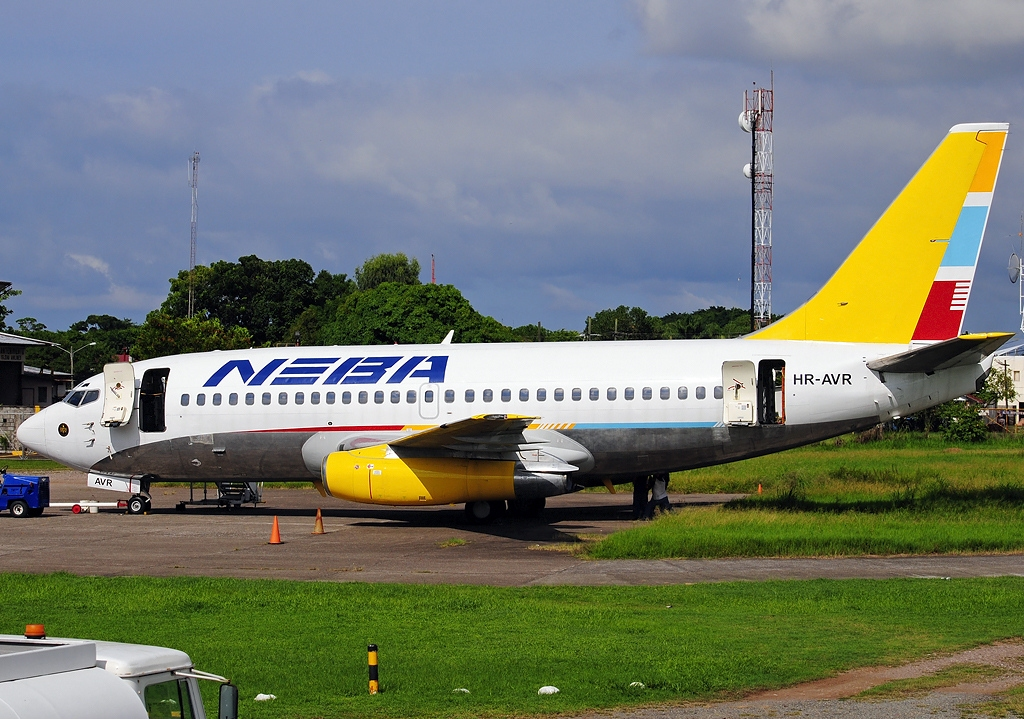
Boeing 737-200 (HR-AVR) de North East Bolivian Airways aparcado en el Aeropuerto Internacional Golosón de La Ceiba, Honduras (2012)

En 1990 se expandió la operación con vuelos internacionales a Miami con un Boeing 707-300. En 2004 NEBA vendió un Convair CV-440 (CP-1040) al Aeropuerto de Copenhague-Kastrup en Dinamarca. En 2005 llega a Bolivia un Lockheed L-1011 Tristar con su tripulación.

## Antigua flota[1]
| Aeronaves               | Total | Introducido | Retirado | Matrículas                                                 |
| ----------------------- | ----- | ----------- | -------- | ---------------------------------------------------------- |
| Boeing 707              | 1     | 1990        | 1996     | N722GS                                                     |
| Boeing 737-200          | 1     | 2005        | 2008     | TU-TAW                                                     |
| Curtiss C-46 Commando   | 3     | 1975        | 2008     | CP-1319, CP-1616 y CP-1224                                 |
| Convair CV-440          | 7     | 1970        | 2006     | CP-1040, CP-925, CP-924, CP-923, CP-1258, CP-924 y CP-1332 |
| Douglas DC-4            | 1     | 1982        | 1984     | CP-1090                                                    |
| Lockheed L-1011 Tristar | 1     | 2003        | 2005     | CP-2388                                                    |

## Accidentes e incidentes

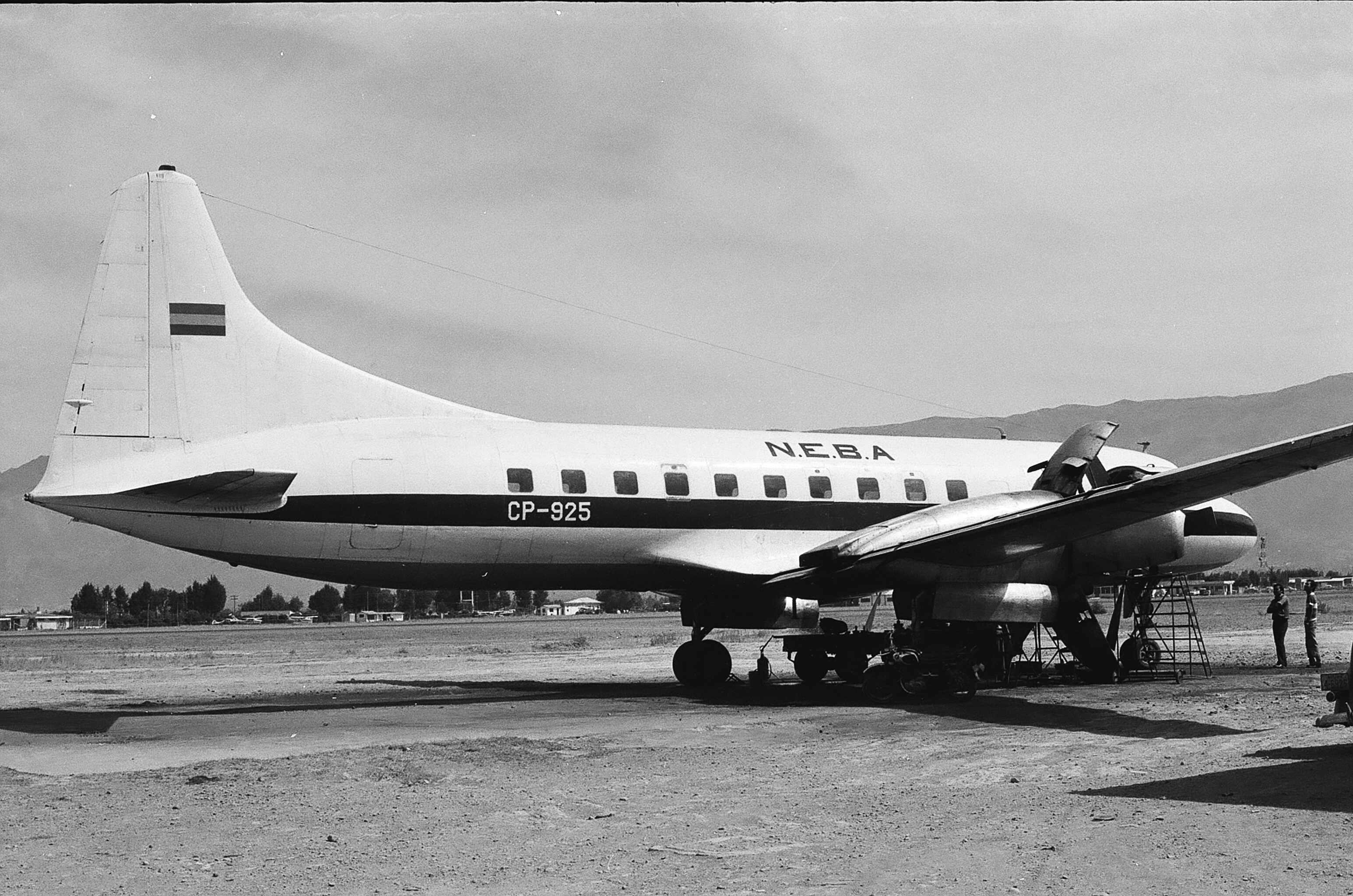
El Convair 440 que se accidentó en la excursión de pista, en noviembre de 1975.

- El 17 de enero de 1977, un Convair CV-440-86 (CP-925) se salió de la pista al despegar y sufrió daños irreparables. El CV-440 había iniciado el despegue en condiciones que excedían sus límites de rendimiento, la longitud de la pista, el peso bruto de despegue del avión y la temperatura ambiente. Ningún ocupante a bordo resultó herido.[2]
- El 6 de septiembre de 1978, un Convair CV-440-86 (CP-924) entró en pérdida después de una falla del motor. El avión quedó destruido. Se desconoce la cantidad de personas que fallecieron a bordo.[3]
- El 13 de enero de 1984, un Douglas EC-54U (CP-1090) tuvo que regresar al aeropuerto debido a una falla en el motor número dos. Las hélices entraron en contacto con la pista al aterrizar, lo que provocó que el avión se saliera de la pista y chocara contra una zanja de drenaje. De las cinco personas a bordo, una falleció.[4]